# Josef Hojdar
Josef Hojdar (* 16. října 1946) je bývalý český politik, v 90. letech 20. století a počátkem 21. století poslanec Poslanecké sněmovny za ČSSD, po roce 2002 představitel vnitrostranické opozice proti Vladimíru Špidlovi.

## Biografie
V roce 1964 vystudoval Střední všeobecnou vzdělávací školu v Mostě a následně absolvoval Vysokou školu báňskou v Ostravě. V letech 1969–1991 pracoval v podniku Severočeské hnědouhelné doly, pak v letech 1991–1994 soukromě podnikal. V období let 1982–1992 byl členem KSČ, respektive KSČM.
Ve volbách v roce 1996 byl zvolen do poslanecké sněmovny za ČSSD (volební obvod Severočeský kraj). Mandát obhájil ve volbách v roce 1998 a volbách v roce 2002. V letech 1996–1998 zasedal v rozpočtovém výboru, pak ve výboru hospodářském (v letech 1998–2000 jako jeho místopředseda, v letech 2000–2006 coby jeho předseda). Na poslanecký mandát rezignoval v únoru 2006.
V 90. letech byl společníkem několika firem a zasedal v čele České konsolidační agentury. Po roce 2002 působil jako jedna z hlavních postav opozice uvnitř ČSSD proti Vladimíru Špidlovi a politice jím vedené vlády. V roce 2003 dočasně opustil i poslanecký klub ČSSD kvůli nesouhlasu s reformou veřejných financí. V září 2003 při hlasování o nedůvěře vládě Vladimíra Špidly se zdržel hlasování. V roce 2005 ho mostecká organizace ČSSD vyloučila ze strany a po několika měsících ho vyloučilo i celostátní vedení ČSSD. Hojdar ale napadl procesně své vyloučení a nadále se považoval za sociálního demokrata. Rezignace na poslanecký mandát byla oficiálně zdůvodněna zdravotními ohledy. Ve sněmovně ho nahradil Cyril Zapletal.
Angažoval se v komunální politice. V komunálních volbách roku 1994, komunálních volbách roku 1998 a komunálních volbách roku 2002 byl zvolen do zastupitelstva města Most za ČSSD, přičemž v letech 1994–1996 byl 1. zástupcem starosty Mostu.
Jako zástupce města byl členem představenstva Mostecké uhelné v době její privatizace. V komunálních volbách roku 2006 kandidoval jako bezpartijní, ale nebyl zvolen. K roku 2006 se profesně zmiňuje jako poradce.
Je ženatý (manželka Pavla) a má čtyři děti (Kamila, Kateřina, Veronika a Josef).